# Srp Miklós
Srp Miklós Domonkos (Pécs, 1993. március 6. –) magyar atléta.

## Sportpályafutása
Édesapja Srp Gyula gyalogló, edző. 2012-ben a junior világkupán 29. lett. Venyercsán Bencével csapatban tizenkettedikek lettek. 2015-ben 50 kilométeren magyar bajnok lett. Ezen a versenyen megdöntötte Czukor Zoltán 1984-ben felállított U23-as magyar csúcsát. A 2015-ös U23-as Európa-bajnokságon kizárták a versenyből. A 2016-os országos bajnokságon olimpiai szintet teljesített 50 km-en.